# Литавры
Литавры (От греч. (πο)λύ — много и ταυρέα — барабаны) — Ударный музыкальный инструмент с определённой высотой звучания, представляющий собой систему от двух до семи металлических котлообразных чаш, открытая сторона которых затянута кожей или пластиком, а нижняя часть может иметь отверстие. 

## История

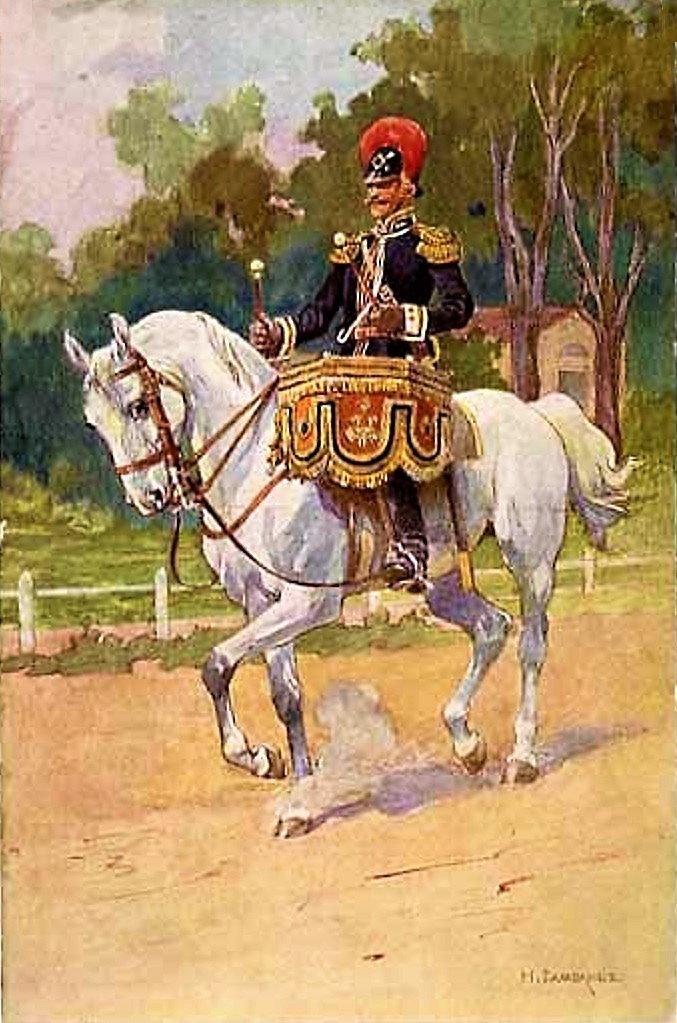
Литаврщик 13-го драгунского Военного Ордена полка. Художник Н. Самокиш
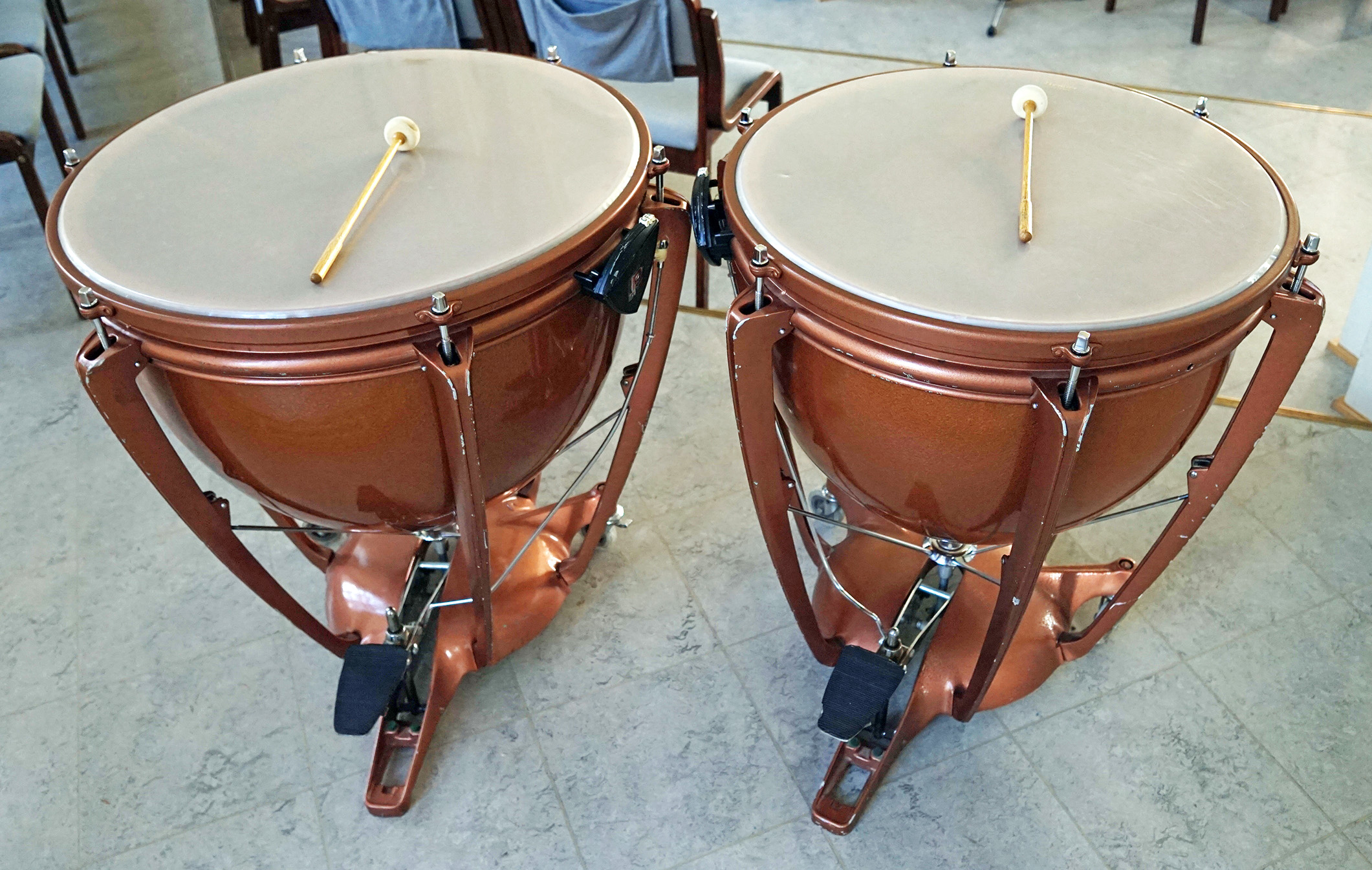
Педальные литавры

Литавры — инструмент древнего происхождения. В Европе литавры, близкие по своей форме к современным, но с постоянным строем, стали известны уже в XV веке. В трактате «Устройство музыки» («Syntagma musicum», часть II «De Organographia», 1619) Преториуса литавры упоминаются как «чудовищные грохочущие бочки» («ungeheure Rumpelfässer»). С XVII века литавры входят в состав оркестров. Впоследствии появился механизм натяжных винтов, давший возможность перестройки литавр. Большинство литавр имеют от шести до восьми натяжных стержней. В военном деле применялись в тяжёлой кавалерии, где использовались для передачи сигналов боевого управления, в частности, для управления строем кавалеристов. Современные литавры могут быть настроены на определённую высоту звучания с помощью специальной педали.
В давние времена литавристы пользовались огромным авторитетом.
На самом деле это древнейший инструмент и известен он ещё со времен в Месопотамии с 3-го тыс. до н. э. Инструмент был распространен в Северном Индостане, Иране и других странах арабского региона, под названием нагара, некоторых стран Африки. Литавры во многих культурах — это обрядовый и церемониальный инструмент. Небольшие парные литавры — это инструмент военной музыки в ряде стран Азии и Африки, (иранский, курдский и арабский — наккара, эфиопский — нэгарит), на них играли, сидя на лошади или на верблюде.
Примерно в XI—XII веках подобные парные военные литавры появились на Руси их называли «накры». В Западной Европе известны с XIII века, а большие литавры- с XV—XVI веков.
В XVII—XVIII веках литавры вошли в европейскую ансамблевую и оркестровую музыку. Это были литавры с медным корпусом и кожаной, а с XX века также пластиковой мембраной.
Со временем количество литавр в оркестре постепенно менялось от 2 до 4 и более, в симфоническом оркестре их, как правило, 3-4.

### В оркестре
В ранних оркестрах пара литавр состояла из большого и малого «котлов», настроенных в кварту, а в современных оркестрах приняты литавры трёх размеров.
- большая- нижние звуки — «ми-бемоль», «ре» большой октавы
- средняя- малая её верхние звуки — «до», «ре-бемоль» 1-й октавы

каждая может перестраиваться в пределах кварты или квинты, хотя некоторые новые инструменты имеют значительно больший диапазон.
Нотируются литавры в басовом ключе в действительном звучании.
В симфонических оркестрах на литаврах, как правило, играют концертмейстеры группы ударных инструментов.

### В военном деле
В военном деле Европы литавры появляются после Крестовых походов на Ближний Восток, а в России — в конных полках «иноземного строя» с XVII века. С учреждением при Петре Великом регулярной армии и флота литавры (серебряные литавры) приобрели значение серебряных труб, то есть знаков отличия формирования. Они жаловались преимущественно из числа отбитых у шведов, как награда за отличие или как знак внимания Русского императора к полку. Так, литавры, отбитые у шведов после боя у Полтавы, были пожалованы шквадрону Меншикова, а когда же этот эскадрон вошёл в состав лейб-регимента, то и серебряные литавры были переданы в этот полк. В 1722 году серебряные литавры в Русской гвардии получили кавалергарды, принимавшие участие в торжественном короновании Императрицы Екатерины Алексеевны.

## Устройство
Корпус литавр представляет собой котлообразную чашу, выполненную чаще всего из меди, а иногда из серебра, алюминия или даже стекловолокна. Основной тон инструмента определяется размерами корпуса, диаметр которого варьирует от 30 до 84 см (иногда бывает даже меньше). Более высокий тон получается при меньших размерах инструмента.
На корпус натягивается мембрана, выполненная из кожи или пластмассы. Мембрана удерживается обручем, который, в свою очередь, крепится винтами, используемыми для настройки высоты звучания инструмента. Современные литавры снабжены педалями, нажатие на которые легко перестраивает инструмент и даже позволяет исполнять небольшие мелодические партии. Обычно каждый из барабанов инструмента имеет диапазон от квинты до октавы.
Тембр инструмента определяется формой корпуса. Так полусферическая форма создает более звонкие звуки, а параболическая — более глухие. На тембр влияет и качество поверхности корпуса.
Палочки для игры на литаврах представляют собой деревянные, тростниковые или металлические стержни с круглыми наконечниками, как правило, обтянутыми мягким фильцем. Литаврист может получать различные тембры и звуковые эффекты, используя палочки с наконечниками из разных материалов: кожи, войлока или дерева.

## Техника игры
Игра на литаврах состоит из двух основных приёмов исполнения: одиночных ударов и тремоло. Из одиночных ударов складываются любые самые сложные ритмические построения, с использованием как одной, так и нескольких литавр. Тремоло также может быть исполнено как на одном, так и на двух инструментах.
На литаврах играют французским хватом палочек.
На литаврах возможно достичь огромных градаций звука — от едва слышного пианиссимо до оглушительного фортиссимо. Среди особых эффектов — приглушённое звучание литавр, покрытых кусками мягкого сукна.
Характерное «громовое» звучание литавр можно услышать в различных музыкальных жанрах: классической музыке, эстраде, джазе, некоторых течениях рока, а также в неофолке и маршал-индастриале.